# Странният случай с Бенджамин Бътън
Странният случай с Бенджамин Бътън (на английски: The Curious Case of Benjamin Button) е филм от САЩ от 2008 година с Брад Пит и Кейт Бланшет, отчасти базиран на едноименния разказ от Франсис Скот Фицджералд.

## Сюжет
Внимание:  Текстът по-долу разкрива сюжета на произведението (или части от него)!
Възрастната Дейзи (Кейт Бланшет), която е на своето смъртно легло в болница Ню Орлиънс през 2005 година, моли дъщеря си (Джулия Ормънд) да започне да чете от дневник, пълен със снимки и пощенски картички, написан от Бенджамин Бътън (Брад Пит). Историята преминава към неговата гледна точка.
На 11 ноември 1918 г., деня, в който официално приключва Първата световна война, се ражда момче с физическите способности на 86-годишен човек. Майката умира при раждането, а бащата – Томас Бътън (Джейсън Флеминг), собственик на фабрика за копчета, взима детето и го изоставя пред вратата на старчески дом.
Малко след това то е намерено от Куийни (Тараджи Хенсън) и приятеля ѝ Тизи (Махершалалхашбаз Али), които работят в дома. Те решават да го отгледат въпреки физическото му състояние. Куийни му дава името Бенджамин. С времето той започва да се подмладява. През 30-те години, когато все още изглежда като 70-годишен човек, Бенджамин среща Дейзи Фулър, чиято баба е приютена в дома. Двамата се сприятеляват. Няколко години по-късно той започва работа на кораб-влекач и се среща с баща си, който обаче не му разкрива самоличността си. Вече се налага Бенджамин да напусне Ню Орлиънс и да започне постоянна работа на кораба, обикаляйки бреговете на Атлантическия океан. Дейзи го моли да обещае, че ще ѝ пише писма и праща картички от всички места, които посети.
Той и екипажът на кораба прекосяват Атлантическия океан и работят в няколко държави, като накрая спират в Съветска Русия. Там Бенджамин се влюбва в англичанката Елизабет Абът (Тилда Суинтън), чийто съпруг е британски дипломат и шпионин. След кратка връзка двамата се разделят – тя напуска Русия след японското нападение над Пърл Харбър на 8 декември 1941 година. Бенджамин и екипажът на кораба му са включени в състава на американския флот и по време на мисия за търсене на оцелели успяват да унищожат германска подводница. Капитанът и няколко моряци обаче загиват, спасяват се само Бенджамин и още един моряк. След като е спасен от американски военен кораб, той вижда колибри, което прелита покрай него.
След края на войната той се завръща в САЩ и няколко пъти се среща и разделя с Дейзи. Двамата се влюбват, когато възрастта им започва да се доближава, и в началото на 60-те започват да живеят заедно. Ражда им се дъщеря, Карълайн, но Бенджамин продължава да се подмладява, а Дейзи – да остарява. Той решава, че не може да бъде баща на детето и напуска двамата, когато то навършва една година.
Дейзи и Бенджамин се срещат отново за кратко през 80-те години, когато той е на 25. След това се разделят, той продължава да се подмладява и се превръща в дете със симптоми на деменция, почти забравяйки миналото си. Дейзи се настанява в старческия дом, където Бенджамин е отгледан, и започва да се грижи за него. Накрая той забравя да ходи и да говори, и издъхва като бебе в ръцете ѝ през 2003 година. През 2005 година, докато ураганът Катрина приближава Ню Орлиънс, Дейзи умира. Карълайн вижда през прозореца на стаята ѝ колибри, символизиращо духовете на умрелите.

## Актьорски състав
- Брад Пит – Бенджамин Бътън
- Кейт Бланшет – Дейзи Фулър
- Тараджи Хенсън – Куийни
- Джулия Ормънд – Карълайн
- Джейсън Флеминг – Томас Бътън
- Махершала Али – Тизи
- Джаред Харис – Капитан Майк
- Елиас Котеас – Мосю Гато
- Тилда Суинтън – Елизабет Абът

## Награди
Въпреки премиерата си на 25 декември 2008, до януари 2009 филмът печели 7 награди и 18 номинации от различни американски академии и сдружения на критици.

## В България
В България филмът е излъчен през 2013 г. по bTV с български войсоувър дублаж. Екипът се състои от:
| Озвучаващи артисти  | Василка Сугарева Даниела Йорданова Петър Бонев Александър Митрев Христо Бонин |
| Преводач            | Калина Кирилова                                                               |
| Тонрежисьор         | Галина Наумова                                                                |
| Режисьор на дублажа | Кирил Бояджиев                                                                |